# 終わりなき旅
『終わりなき旅』（おわりなきたび）は、日本のバンド・Mr.Childrenによる15枚目のシングル。1998年10月21日にトイズファクトリーより発売された。

## 概要
前作から8か月ぶりのシングル。13thシングル『Everything (It's you)』発売後に突然の活動休止となったが、本作によって本格的な活動を再開した（ただし、活動休止期間中に14thシングル『ニシエヒガシエ』を発売している）。
3rdシングル『Replay』以来となる、横向きのデザインをあしらったジャケット。アートディレクターは信藤三雄。また、カップリング曲と表題曲が同じアルバムに収録された初のシングルでもある。

## チャート成績
オリコンチャートでは初週51.6万枚、累計売上は107.0万枚。13thシングル『Everything (It's you)』以来、2作ぶり通算10作目のシングルミリオンセラーを達成。Mr.Childrenにとって最後のシングルミリオンセラー作品となっている。
2023年9月、表題曲「終わりなき旅」の総ストリーム数が5000万回を突破。日本レコード協会よりゴールド認定を獲得した。

## 収録曲
| 全作詞・作曲: 桜井和寿、全編曲: 小林武史 & Mr.Children。 |                  |          |            |      |
| #                                                        | タイトル         | 作詞     | 作曲・編曲 | 時間 |
| 1.                                                       | 「終わりなき旅」 | 桜井和寿 | 桜井和寿   | 7:07 |
| 2.                                                       | 「Prism」        | 桜井和寿 | 桜井和寿   | 4:40 |
| 合計時間:                                                | 合計時間:        | 11:47    |            |      |

## 楽曲解説
1. 終わりなき旅
  - フジテレビ系列ドラマ『殴る女』主題歌[2]。
  - 演奏時間は7分07秒で、Mr.Childrenのシングル曲では38thシングル『君と重ねたモノローグ』、29thシングル『しるし』に次いで3番目に長い。
  - 活動再開第1弾のシングルであり、桜井和寿は当初からバンド4人の音がポンッと聴こえる格好良さで活動したいと考えていたという[3]。
  - 活動休止中に桜井が「意図的に曲を作ることから、いかに離れた作品を生み出せるか」を考え、もし活動再開するとしたらを想定して作っていたという[2]。
  - イントロをギターで始めることについても当初から決まっており、レコーディングはストリングスも含め東京都のBunkamuraスタジオで行われた[3]。
  - CD音源に使用されているボーカル音源は、元々仮歌のつもりで自宅にて録音してみたものだったが本番のテイクよりも仮歌のテイクの方が良かったらしく、仮歌のテイクが採用された[4]。
  - 桜井は歌詞について「（活動休止中に）書けなくなった。書けなくて、書けなくて、しまいに夢の中でも歌詞のことを考えていた。以前はこの歌を『眠っている間に書いた』と説明したこともあったけど、正確に言うならば、あまりにも書けなくなり『つい夢のなかでも書いてしまっていた』というのが正しいのだと思う」と語っている[4]。
  - 大サビの歌詞「誰の真似もすんな」「生きる為のレシピなんてない」はティーンエイジャーのことを想い、書き記されたフレーズだという[4]。
  - イントロからのギターリフは桜井が弾いており、アウトロまでほとんどの時間で繰り返されている。最後はフェードアウトで終了する。
  - 曲の転調がMr.Childrenの楽曲では最多の9回。
  - ライブでは原曲通りの演奏は非常に稀で、歌詞の「どこかに自分を必要としてる人がいる」を「どこかにあなたを必要としてる人がいる」と歌唱したり、ラスサビ前のギターリフのアレンジを行なっている他、最後の「終わりなき旅」を3回繰り返している。
  - 37thシングル『himawari』には『ONE OK ROCK 2017 "Ambitions" JAPAN TOUR』で録音されたライブ音源がカップリングされている。
  - ミュージック・ビデオが存在し、2018年3月21日発売の『Mr.Children DOME & STADIUM TOUR 2017 Thanksgiving 25』に収録されている。監督は高橋栄樹。
  - 後に開催されたファンクラブ限定ツアー『Mr.Children FATHER&MOTHER 21周年ファンクラブツアー』の直前に行われた「会員が最もライブで聴きたい曲」では5位に選ばれた[5]。
2. Prism
  - タイトルは曲の印象から名付けられ、当初はカップリングではなく表題曲として出す予定もあったという。
  - 「自分に嘘をつくのがだんだんうまくなっていく」という歌詞は、風呂の中でふと浮かんだもの。
  - 活動休止中に中川敬輔と鈴木英哉が、山中さわお（the pillows）と当時My Little Loverのギタリストだった藤井謙二と結成したセッションバンド「林英男」での活動の結果、バンドの音楽性へ影響を与え本作品も林英男として影響を受けた作品で、鈴木は「この楽曲は完全にピロウズの影響下にある」としており仮タイトルも「さわお」であった[6]。

## テレビ出演
| 番組名                   | 日付           | 放送局     | 演奏曲       |
| ------------------------ | -------------- | ---------- | ------------ |
| ミュージックステーション | 1998年10月23日 | テレビ朝日 | 終わりなき旅 |
| COUNT DOWN TV            | 1998年10月31日 | TBS        | 終わりなき旅 |
| HEY!HEY!HEY! MUSIC CHAMP | 1998年11月16日 | フジテレビ | 終わりなき旅 |

## ライブ映像作品
終わりなき旅
| 作品名                                                           |
| ---------------------------------------------------------------- |
| Mr.Children TOUR '99 DISCOVERY                                   |
| Mr.Children Concert Tour Q 2000-2001                             |
| wonederful world on DEC 21                                       |
| Mr.Children Tour 2004 シフクノオト                               |
| ap bank fes '06                                                  |
| Mr.Children "HOME" TOUR 2007                                     |
| Mr.Children "HOME" TOUR 2007 -in the field-                      |
| ap bank fes '09                                                  |
| Mr.Children DOME TOUR 2009 〜SUPERMARKET FANTASY〜 IN TOKYO DOME |
| Mr.Children / Split The Difference                               |
| Mr.Children STADIUM TOUR 2011 SENSE -in the field-               |
| MR.CHILDREN TOUR POPSAURUS 2012                                  |
| Mr.Children [(an imitation) blood orange] Tour                   |
| Mr.Children Stadium Tour 2015 未完                               |
| Mr.Children、ヒカリノアトリエで虹の絵を描く                      |
| Mr.Children DOME & STADIUM TOUR 2017 Thanksgiving 25             |
| Mr.Children Tour 2018-19 重力と呼吸                              |
| Mr.Children 30th Anniversary Tour 半世紀へのエントランス         |
| miss you LIVE                                                    |

Prism
| 作品名                         |
| ------------------------------ |
| Mr.Children TOUR '99 DISCOVERY |

## 収録アルバム
- 『DISCOVERY』 (#1,#2)
- 『Mr.Children 1996-2000』 (#1)
- 『Mr.Children 1992-2002 Thanksgiving 25』 (#1)
- 『Mr.Children 2011-2015』 (#1)(Liveバージョン)